# Olivier Vandevoorde
Olivier Vandevoorde, né le 7 août 1969 à Malo-les-Bains (Nord), est un footballeur français occupant le poste d'attaquant.

## Carrière
Après avoir évolué en professionnel en deuxième division durant deux saisons dans le club de sa ville natale, l'USL Dunkerque, à partir de 1990-1991, Olivier Vandevoorde rejoint l'AS Beauvais Oise et joue au même niveau durant trois saisons. Il dispute ensuite en 1995-1996 sa seule saison au plus haut niveau du football français avec le FC Martigues. 
De retour en deuxième division, il joue deux saisons sous les couleurs du Stade lavallois avec lequel il atteint les demi-finales de la Coupe de France en 1997. Il fait son retour à Beauvais en 1998 mais connaît la relégation l'année suivante. Vandevoorde rejoint alors le SCO Angers et participe au championnat de National. Angers, troisième, est promu en Division 2 en fin de saison. Avec ce club, il termine dernier et se voit donc relégué en National. De retour dans sa région natale, il joue dans ce championnat avec le club du Calais RUFC, nouvellement promu, et là aussi conclut cette saison par une dernière place et une relégation.
Après sa carrière, pour raisons familiales, il part vivre à La Réunion. Il y entraîne notamment le CS Saint-Gilles.

## Statistiques
Le tableau ci-dessous résume les statistiques en match officiel d'Olivier Vandevoorde durant sa carrière de joueur professionnel.
| Saison                | Club                  | Championnat           | Championnat | Championnat | Coupe(s) nationale(s) | Coupe(s) nationale(s) | Total | Total |
| Saison                | Club                  | Division              | M.          | B.          | M.                    | B.                    | M.    | B.    |
| 1990-1991             | USL Dunkerque         | Division 2            | 13          | 1           | 1                     | 1                     | 14    | 2     |
| 1991-1992             | USL Dunkerque         | Division 2            | 16          | 1           | 2                     | 0                     | 18    | 1     |
| 1992-1993             | AS Beauvais Oise      | Division 2            | 28          | 9           |                       |                       | 28    | 9     |
| 1993-1994             | AS Beauvais Oise      | Division 2            | 35          | 14          | 1                     | 0                     | 36    | 14    |
| 1994-1995             | AS Beauvais Oise      | Division 2            | 34          | 15          | 4                     | 2                     | 38    | 17    |
| 1995-1996             | FC Martigues          | Division 1            | 20          | 1           | 3                     | 0                     | 23    | 1     |
| 1996-1997             | Stade lavallois       | Division 2            | 32          | 6           | 6                     | 1                     | 38    | 7     |
| 1997-1998             | Stade lavallois       | Division 2            | 19          | 7           | 1                     | 0                     | 20    | 7     |
| 1997-1998             | AS Beauvais Oise      | Division 2            | 10          | 1           | 3                     | 0                     | 13    | 1     |
| 1998-1999             | AS Beauvais Oise      | Division 2            | 19          | 2           | 2                     | 0                     | 21    | 2     |
| 1999-2000             | SCO Angers            | National              |             |             |                       |                       | 0     | 0     |
| 2000-2001             | SCO Angers            | Division 2            | 17          | 4           |                       |                       | 17    | 4     |
| 2001-2002             | Calais RUFC           | National              |             |             |                       |                       | 0     | 0     |
| Total sur la carrière | Total sur la carrière | Total sur la carrière | 243         | 61          | 23                    | 4                     | 266   | 65    |